# Tirade
Une tirade est une longue réplique d'un personnage d'une pièce de théâtre.

## Exemples de tirades célèbres au théâtre
Au sein d'une pièce, certaines tirades se présentent comme des « morceaux de bravoure » à la fois pour l'auteur qui les compose et pour les acteurs qui les interprètent, et sont attendues par le spectateur comme un sommet dramatique du spectacle.
- La tirade où Phèdre déclare son amour à Hippolyte, à l'acte II, scène 5 du Phèdre de Jean Racine : « Oui, prince, je languis, je brûle pour Thésée (…) »
- La tirade de Dom Juan sur l'hypocrisie, acte V, scène 2 de Dom Juan ou le Festin de pierre de Molière : « Il n'y a plus de honte maintenant à cela, l'hypocrisie est un vice à la mode, et tous les vices à la mode passent pour vertus. (…) »
- La « tirade du nez » de Cyrano de Bergerac d'Edmond Rostand, acte I, scène 4 :

« Ah ! non ! c'est un peu court, jeune homme !

On pouvait dire… Oh ! Dieu ! … bien des choses en somme…

En variant le ton, -par exemple, tenez

Agressif : « Moi, Monsieur, si j'avais un tel nez,

Il faudrait sur-le-champ que je me l'amputasse ! »

(…) »
- Dans Le Songe d'une nuit d'été de Shakespeare entre Puck et Oberon :

« Je suis le joyeux esprit errant de là-haut. Je fais rire Oberon par mes nombreux tours. Lorsqu'en imitant les hennissements d'une jeune cavale, je trompe un cheval gras et nourri de fèves. Parfois, je me tapis dans la tasse d'une commère, posant parfaitement les traits d'une pomme cuite. Et quand elle vient à boire, je saute contre ses lèvres, et répand sa bière sur son sein flétri.
(…) »